# Сташув
Ста́шув (пол. Staszów) — місто в південній Польщі.
Адміністративний центр Сташовського повіту Свентокшиського воєводства.

## Демографія
Демографічна структура станом на 31 березня 2011 року:
|          | Загалом | Допрацездатний вік | Працездатний вік | Постпрацездатний вік |
| -------- | ------- | ------------------ | ---------------- | -------------------- |
| Чоловіки | 7643    | 1511               | 5365             | 767                  |
| Жінки    | 8117    | 1395               | 4938             | 1784                 |
| Разом    | 15760   | 2906               | 10303            | 2551                 |